# Oskava (vattendrag)
Oskava är ett vattendrag i Tjeckien.   Det ligger i regionen Olomouc, i den östra delen av landet, 210 km öster om huvudstaden Prag.